# VfR Übach-Palenberg
Der VfR Übach-Palenberg (offiziell: Verein für Rasenspiele Übach-Palenberg e.V.) ist ein Sportverein aus Übach-Palenberg im Kreis Heinsberg. Die erste Fußballmannschaft spielte 17 Jahre in der höchsten mittelrheinischen Amateurliga.

## Geschichte
Der Verein entstand am 13. August 1950 durch die Fusion des TuS Rheinland Übach mit dem VfR Palenberg-Marienberg. Der Übacher Verein ging zurück auf dem im Jahre 1919 gegründeten FC Rheinland Übach, der im Jahre 1925 mit dem Turnverein TuS Übach zum TuS Rheinland Übach fusionierte. Ebenfalls im Jahre 1925 wurde der VfR Palenberg gegründet, der sich später in VfR Palenberg-Marienberg umbenannte. Die Palenberger spielten bereits in den 1930er Jahren in der seinerzeit zweitklassigen Bezirksklasse. Leitende Mitarbeiter des Bergwerks Carolus-Magnus leiteten schließlich die Fusion zum heutigen VfR Übach-Palenberg ein. Außer Fußball verfügt der Verein über weitere Sportarten. Eigene Abteilungen gibt es für Schwimmen (Schwimmen und Wasserball), Handball und Tennis.
In der letzten Saison vor der Fusion spielten beide Mannschaften in der Bezirksklasse, wobei die Palenberger als Vizemeister hinter dem TuS Jahn Hilfarth den Aufstieg in die Landesliga, der seinerzeit höchsten Amateurliga am Mittelrhein, schafften. Nach einem elften Platz in der Aufstiegssaison ging es 1952 wieder runter in die Bezirksklasse. Es folgte der direkte Wiederaufstieg und in der Saison 1954/55 konnte Germania Kirchberg mit 10:0 besiegt werden. Ein Jahr später verpasste der VfR die Qualifikation für die neu geschaffene Verbandsliga Mittelrhein, bevor die Übach-Palenberger 1957 und 1958 jeweils Landesliga-Vizemeister hinter dem SV Baesweiler 09 bzw. Alemannia Mariadorf wurden.
Schließlich gelang 1959 der Aufstieg in die Verbandsliga, nachdem die Mannschaft am letzten Spieltag noch die Amateure des 1. FC Köln vom ersten Platz verdrängen konnte. Sportliche Höhepunkte dieser Jahre war der sechste Platz in der Saison 1966/67 sowie das Freundschaftsspiel gegen die Nationalmannschaft von Ceylon 1968, das mit einem 2:2 endete. Ebenfalls 1968 stieg der VfR wieder in die Landesliga ab, musste drei Jahre später den Gang in die Bezirksklasse antreten und rutschte 1975 in die Kreisklasse hinab. Erst in den 1980er Jahren ging es wieder nach oben. Nach zwei Aufstiegen in Folge kehrte der Verein 1983 in die Landesliga zurück und schaffte 1985 den Aufstieg in die Verbandsliga. Nach zwei Platzierungen im Mittelfeld der Verbandsliga ging es 1988 als abgeschlagener Tabellenletzter wieder zurück in die Landesliga. Finanzielle Schwierigkeiten und der Rücktritt des kompletten Vorstandes führten zum Abstieg.
Vier Jahre später ging es runter in die Bezirksklasse, ehe 1994 der Wiederaufstieg in die Landesliga gelang. Drei Jahre später erreichte der VfR in der Landesliga den dritten Platz, bevor der Verein in ein großes Chaos stürzte. Der Hauptsponsor stieg aus und der hoch verschuldete Verein bekam Ärger mit dem Finanzamt. Auch der Ausschluss der Fußballabteilung aus dem Gesamtverein war im Gespräch. Schließlich spielten die VfR-Fußballer in der Kreisliga A weiter, aus der sie im Jahre 2006 absteigen mussten. Seit dem Abstieg im Jahre 2016 spielte der VfR Übach-Palenberg wieder in der Kreisliga B. 2025 stieg die Mannschaft wieder in die Kreisliga A auf.

## Stadion
Heimspielstätte ist seit 1952 das Stadion Übachtal. Es wurde mit einem Freundschaftsspiel zwischen Alemannia Aachen und dem FC St. Pauli eröffnet. In den Jahren 1953 und 1955 trug die deutsche Frauen-Handballnationalmannschaft im Stadion Übachtal Länderspiele gegen Österreich und die Niederlande aus.

## Persönlichkeiten
| - Bernhard Adamczak - Arno Ernst - Holger Gresens - Manfred Jansen | - Detlev Lauscher - Klaus Pudelko - Edgar Senz |